# Keith Copeland
Keith Copeland (Nueva York, 18 de abril de 1946 - Frankfurt, 14 de febrero de 2015) fue un batería de jazz y profesor de músico estadounidense.

## Carrera
Su padre, Ray Copeland, fue un trompetista de jazz, y aprendió viéndole aunque decidió dedicarse a la batería después de estudiar los discos de Art Blakey con The Jazz Messengers.
En sus primeros años, tocó con Barry Harris. Posteriormente lo hizo con los Heath Brothers, pero Percy Heath no le gustaba su estilo, lo que llevó a discusiones y su renuncia.
Surante su carrera musical, Copeland tocó con Sam Jones, Billy Taylor, Johnny Griffin, Stevie Wonder, Rory Stuart, George Russell, y Hank Jones.  He also led his own European-based groups, including one with Irish bassist Ronan Guilfoyle.
Copeland dio clases en la New School University de Nueva York, Rutgers, y en la Berklee College of Music antes de trasladarse a Alemania en 1992 donde fue a dar clases en Hochschule. Entre sus alumnos, destacan Terri Lyne Carrington, Darren Beckett y Adam Cruz.

## Discografía

### Como líder
- On Target (Jazz Mania, 1993)
- The Irish Connection (SteepleChase, 1996)
- Round Trip (SteepleChase, 1997)
- Postcard from Vancouver (Jazz Focus, 1998)[8]

### Como músico de estudio
Con Paul Bley
- BeBopBeBopBeBopBeBop (SteepleChase, 1990)

Con Joshua Breakstone
- Echoes (Contemporary, 1987)
- Evening Star (Contemporary, 1988)

Con Stanley Cowell
- Sienna (SteepleChase, 1989)
- Departure #2 (SteepleChase, 1990)

Con Johnny Griffin
- Return of the Griffin (Galaxy, 1978)

Con Johnny Hartman
- Once in Every Life (Bee Hive, 1980)

Con Sam Jones
- The Bassist! (Interplay, 1979)

Con Charlie Rouse
- The Upper Manhattan Jazz Society (Enja, 1981 [1985]) with Benny Bailey

Con Rory Stuart
- Hurricane (Sunnyside, 1986)

Con Martin Wind
- Tender Waves (A Records, 1995)